# Bolleville (Manche)
Bolleville település Franciaországban, Manche megyében. Lakosainak száma 364 fő (2018. január 1.). Bolleville Baudreville, Neufmesnil, Saint-Nicolas-de-Pierrepont, Saint-Sauveur-de-Pierrepont, Saint-Symphorien-le-Valois és Surville községekkel határos.

## Népesség
A település népességének változása:
| Lakosok száma | 341  | 339  | 310  | 334  | 368  | 377  | 375  | 371  | 365  | 364  |
|               | 1962 | 1968 | 1982 | 1990 | 1999 | 2008 | 2011 | 2013 | 2017 | 2018 |